# Fábrica el Hércules
El Hércules (Maquiladora Hércules Nova o Textiles Hércules) fue una fábrica textil establecida en la localidad de Hércules en el municipio de Querétaro. La fábrica se inauguró el 15 de agosto de 1846 y cerró sus puertas el 30 de septiembre de 2019. Fue hasta 2019 la primera empresa y la más antigua del estado de Querétaro. 

## Historia
El lugar donde se ubica la fábrica pertenecía en el siglo XVI a Fernando de Tapia. Tras heredar las propiedades a la muerte de su padre en 1571, Diego de Tapia recibió la merced de construcción del virrey Luis de Velasco el 24 de abril de 1591. Diego estableció en 1592 un molino para trigo con el nombre de El Colorado, por el color rojo de sus muros, y se convirtió en antecedente de la industria en la región. Además se construyó una presa  y un acueducto sin arquería que permitían el funcionamiento hidráulico de la maquinaria.
Tras la muerte de Diego de Tapia en noviembre de 1614, su hija María Luisa de Tapia, continuó a cargo del molino e instaló además un obrador de tejido de lana. María Luisa era religiosa, fundadora del Real Convento de Santa Clara de Jesús en la ciudad de Querétaro, por lo que la comunidad religiosa se hizo cargo de la propiedad. En enero de 1766 las religiosas vendieron el molino a  Juan Antonio de Urrutia, quien en 1777 lo vendió al capitán del ejército español, Juan Antonio Fernández de Jáuregui. En 1830 Cayetano Rubio compró la hacienda de El Molino Colorado, lugar donde se comenzaría a construir en 1836 la fábrica de hilados y tejidos El Hércules.
El nombre de la fábrica se escogió en homenaje al escudo de Diego de Tapia, que contenía las columnas de Hércules; en la entrada a la fábrica se colocó una estatua de mármol de Carrara del mítico Hércules. La maquinaria se importó de Inglaterra, y el agua necesaria para el proceso textil se trajo a través de un acueducto de aproximadamente dos kilómetros de longitud, conocido como Los Socavones, construido sobre el anterior del siglo XVI, que iniciaba en la presa Salto del Diablo a la que además se le aumentó la altura de la cortina.
Alrededor de la fábrica, Cayetano Rubio construyó numerosas casas para los obreros, que con el tiempo se convertirían en la comunidad de Hércules, cabecera de la delegación Cayetano Rubio.
La planta comenzó a trabajar oficialmente el 15 de agosto de 1846, convirtiendo a Cayetano Rubio en el primer industrial de Querétaro y a fábrica en la segunda de su tipo en México, después de la Constancia en Puebla. A su fallecimiento el 20 de abril de 1876 en la Ciudad de México, la familia de Cayetano heredó la propiedad, quedaron su hijo Carlos María Rubio Rubio como albacea.
En febrero de 1883 se inauguró una calzada de doce metros de ancho, que permitía el tránsito de vehículos pesados de tracción animal desde la fábrica de San Antonio hasta El Hércules, construida a costa de Cayetano Rubio. La calzada seguía la ribera del río Querétaro, la actual calle Circunvalación, la cuesta de Costilla y de ahí hasta la Purísima. Para agosto del mismo año, la fábrica contaba con servicio telefónico y comunicación con Querétaro, la Cañada, El Pueblito y Santa Rosa Jáuregui, además que los tranvías urbanos llegaron hasta Hércules.
El 23 de junio de 1882, la familia Rubio y los acreedores avalistas de su testamentarios decidieron construir una compañía anónima con la razón social "Compañía Manufacturera del Hércules y Anexas" que incluía las fábricas de El Hércules, La Purísima y San Antonio, todas textiles, y sus respectivos molinos.  El 27 de diciembre de 1889, la junta de "Hércules y Anexas" decidió vender sus propiedades a las Compañía Industrial Manufacturera, con lo que concluyó la propiedad de la familia Rubio sobre las fábricas de Hércules, la Purísima y San Antonio.
Desde la venta de la fábrica la razón social cambió a "Compañía Textil de Hércules, S.A. (1936-1953), Compañía Industrial de Guadalajara, S.A Cijara (1953-1963), Textiles Hércules S.A (1963) y Maquiladora Nova Distex (2016).
El 30 de septiembre de 2019 la fábrica El Hércules cerró tras 173 años de fábricar mezclilla, hilo, manta y libra para el mercado nacional, en consecuencia de la competencia textil con los mercados asiáticos.